# 布魯斯利尼夫卡
49°23′25″N 28°15′7″E / 49.39028°N 28.25194°E
布魯斯利尼夫卡（羅馬化：Bruslynivka）是烏克蘭的村落，位於該國西南部文尼察州，由文尼察區負責管轄，處於茲加爾河畔，面積0.11平方公里，海拔高度247米，2001年人口354。